# Club Sportiv Gaz Metan Mediaș 2010-2011
Questa voce raccoglie le informazioni riguardanti il Club Sportiv Gaz Metan Mediaș nelle competizioni ufficiali della stagione 2010-2011.

## Rosa
Fonte:
| N. |                      | Ruolo | Calciatore       |
| -- | -------------------- | ----- | ---------------- |
|    | Rep. Ceca (bandiera) | P     | Miloš Buchta     |
|    | Romania (bandiera)   | P     | Răzvan Pleşca    |
|    | Lettonia (bandiera)  | P     | Edgars Portnojs  |
|    | Romania (bandiera)   | D     | Ionuț Buzean     |
|    | Georgia (bandiera)   | D     | Akaki Khubutia   |
|    | Romania (bandiera)   | D     | Florin Lazăr     |
|    | Serbia (bandiera)    | D     | Žarko Marković   |
|    | Romania (bandiera)   | D     | Florin Nohai     |
|    | Romania (bandiera)   | D     | Cătălin Savin    |
|    | Serbia (bandiera)    | D     | Jasmin Trtovac   |
|    | Serbia (bandiera)    | D     | Ivan Vukadinović |
|    | Romania (bandiera)   | D     | Radu Zaharia     |
|    | Romania (bandiera)   | C     | Andrei Bozeșan   |
|    | Romania (bandiera)   | C     | Doru Dudiță      |

| N. |                                 | Ruolo | Calciatore         |
| -- | ------------------------------- | ----- | ------------------ |
|    | Brasile (bandiera)              | D     | Eric               |
|    | Romania (bandiera)              | C     | Ovidiu Hoban       |
|    | Slovacchia (bandiera)           | C     | Michal Kubala      |
|    | Romania (bandiera)              | C     | Romulus Miclea     |
|    | Romania (bandiera)              | C     | Alexandru Munteanu |
|    | Romania (bandiera)              | C     | Paul Pârvulescu    |
|    | Romania (bandiera)              | C     | Cristian Todea     |
|    | Bosnia ed Erzegovina (bandiera) | A     | Admir Aganović     |
|    | Giordania (bandiera)            | A     | Tha'er Bawab       |
|    | Romania (bandiera)              | A     | Florin Bratu       |
|    | Romania (bandiera)              | A     | Alin Lițu          |
|    | Spagna (bandiera)               | A     | Raúl del Campo     |
|    | Romania (bandiera)              | A     | Dan Roman          |
|    | Romania (bandiera)              | A     | Cristian Silvășan  |